# Aplysilla arenosa
Aplysilla arenosa är en svampdjursart som beskrevs av Jörn Hentschel 1929. Aplysilla arenosa ingår i släktet Aplysilla och familjen Darwinellidae.
Artens utbredningsområde är Norge. Inga underarter finns listade i Catalogue of Life.